# 다산동 (서울)
다산동(茶山洞)은 서울특별시 중구의 행정동이다.

## 연혁
- 1955년 4월 18일 : 행정동제 실시에 따라 성동구 충현동을 설치하였다.
- 1970년 5월 18일 : 충현동을 신당제2동으로 개칭하였다.
- 1975년 10월 1일 : 신당제2동을 성동구에서 중구로 편입하였다.
- 2013년 7월 20일 : 신당제2동을 다산동으로 개칭하였다.[1] 다산로에 인접하여 명명된 이름이다.

## 법정동
- 신당동 일부

## 교육
- 서울장충초등학교
- 장충중학교
- 장충고등학교

## 교통
- 서울 지하철 3호선, 서울 지하철 6호선 약수역
- 서울 지하철 5호선, 서울 지하철 6호선 청구역
- 서울 지하철 6호선 버티고개역

## 사진

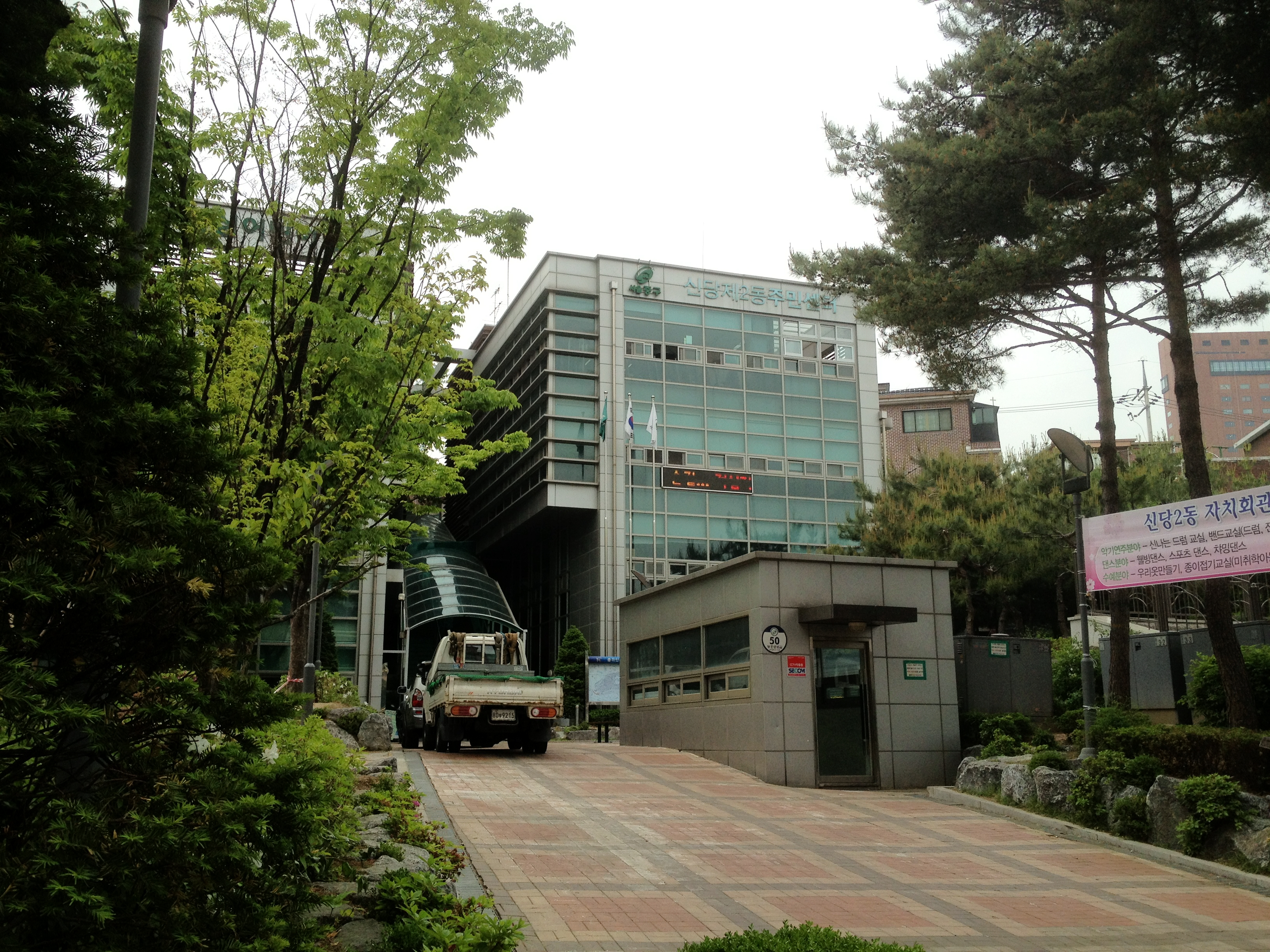
동명 변경 전의 다산동주민센터 (구 신당제2동주민센터)

## 같이 보기
- 대한민국의 행정 구역